# Крупп, Альфрид
Альфрид Крупп фон Болен унд Гальбах, полное имя Альфрид Феликс Альвин Крупп фон Болен унд Гальбах (нем. Alfried Felix Alwyn Krupp von Bohlen und Halbach: 13 августа 1907, Эссен — 30 июля 1967, там же) — немецкий промышленник династии Крупп, старший сын Густава Круппа, владелец концерна «Фридрих Крупп» с 1943 года, фюрер военной экономики (1937), штандартенфюрер Национал-социалистического лётного корпуса (НСФК).

## Биография
В 1931 году вступил в СС, в 1935 — в Национал-социалистический лётный корпус (НСФК).
В 1936 году на летней Олимпиаде 28-летний Альфрид Крупп выиграл бронзовую медаль в парусном спорте в составе сборной Германии в классе 8-метровых лодок. Олимпийская регата проходила в Киле (хотя сами Игры прошли в Берлине).
С 1936 года — член правления, а с 1938 года — член директората концерна, руководитель военного отдела (планировавшего производство вооружений на предприятиях концерна). В 1938 году вступил в НСДАП. До марта 1943 года возглавлял Имперский совет вооружений. В 1941 году — один из руководителей Имперского объединения угля и стали. С 1942 года — советник по вооружениям при рейхсминистре вооружений Альберте Шпеере, заместитель председателя Имперского объединения угля и стали. С 1942 года — президент «Фонда Адольфа Гитлера». В апреле 1943 сменил отца на посту руководителя концерна «Фридрих Крупп» — ведущего производителя вооружений Германии, и стал единоличным владельцем концерна.
В годы Второй мировой войны координировал деятельность военно-промышленных предприятий в Германии и оккупированных странах.
31 июля 1948 года американским военным трибуналом в Нюрнберге («Дело Круппа», один из последующих Нюрнбергских процессов) был признан виновным в разграблении промышленных предприятий других государств и использовании рабского труда. Был приговорён к 12 годам лишения свободы с конфискацией имущества.
4 февраля 1951 года по приказу американского верховного комиссара в Германии Джона Макклоя был досрочно выпущен на свободу. Впоследствии была аннулирована часть приговора, касающаяся конфискации имущества концерна и ему было возвращено личное состояние. Вступив в руководство концерном, добился отмены постановления о разукрупнении концерна «Фридрих Крупп». Возродил корпорацию Круппов и возглавлял её до 1967 года. Единственный сын Альфрида Арндт фон Болен унд Хальбах отказался от наследования семейного бизнеса и права на фамилию Крупп, которую мог носить только наследник предприятия. Таким образом, Альфрид стал последним Круппом. После его смерти AG Krupp перешла под контроль фонда Alfried Krupp von Bohlen und Halbach Foundation.